# Puli Khumri
Puli Khumri o Puli-i Kumri (persa: پل خمری) es una ciudad localiza al norte de Afganistán; es la capital de la provincia de Baglán y su población se estima en algo más de 60.000 habitantes siendo una de las 12 mayores ciudades de Afganistán
Un equipo de reconstrucción provincial tuvo como cuarteles a la ciudad siendo liderados por un batallón de Hungría.

## Límites
La ciudad de Puli Khumri pertenece al distrito homónimo, y limita con:
Distritos de Baglán al norte y noreste; Dahana i Ghori al sur y sudoeste; con los distritos de Nahrin y Dushi al este y al occidente con la provincia de Samangan.
- Datos: Q477148
- Multimedia: Pul-e Khomri / Q477148